# Friedrich Heinrich Zinckgraf
Friedrich Heinrich Zinckgraf (* 30. Oktober 1878; † 7. Juni 1954) war ein deutscher Galerist, Kunsthändler und Philatelist aus München.
Zinckgraf war schon lange Mitarbeiter der im Besitz einer aus dem Judentum stammenden Familie befindlichen Galerie Heinemann in München. Als die Verfolgung der Judenverfolgung schlimmer wurde, sah Zinckgraf seine Zeit gekommen. Er eignete sich 1938/1939 die Galerie Heinemann am Lenbachplatz an. Die Besitzerin Franziska Heinemann war nach den Novemberpogromen 1938 am 9./10. November 1938 ins Gefängnis gesteckt worden. Sie wurde erst wieder freigelassen, nachdem sie einem „ausgesprochen unfairen“ Kaufangebot ihres Mitarbeiters Zinckgraf zugestimmt hatte. Dabei war ihm sein Freund, der ehemalige Wirtschaftsminister und frühere Reichsbankpräsident Hjalmar Schacht als stiller Teilhaber durch Bereitstellung von Kapital behilflich. 
Zinckgraf war ein engagierter, bekannter Philatelist und Förderer der philatelistischen Abteilung der Münchner Stadtbibliothek. Er war auch jahrzehntelang Präsident des Münchener Briefmarkenclub e.V. 1953 erhielt Zinckgraf das Verdienstkreuz (Steckkreuz) der Bundesrepublik Deutschland. Nach Zinckgrafs Tod stiftete der Club zu seinen Ehren eine nach Zinckgraf benannte Medaille, die an Nachwuchssammler vergeben wird. Bereits zwei Jahre nach seinem Tod widmete ihm die Stadt München im Stadtteil Großhadern eine Straße.